# Gold Hugo
 (décembre 2016).
Si vous disposez d'ouvrages ou d'articles de référence ou si vous connaissez des sites web de qualité traitant du thème abordé ici, merci de compléter l'article en donnant les références utiles à sa vérifiabilité et en les liant à la section « Notes et références ».
Le Gold Hugo est la récompense suprême décernée depuis 1967 par le public du festival international du film de Chicago au meilleur film de la sélection.

## Palmarès
- 1966 : Contes cruels du Bushido
- 1967 : Les Feux de la vie
- 1969 : The Ballad of Crowfoot de Willie Dunn  Canada
- 1970 : La muralla verde d'Armando Robles Godoy  Pérou
- 1977 : Les Chasseurs
- 1982 : Reviens Jimmy Dean, reviens (Come Back to the Five and Dime, Jimmy Dean, Jimmy Dean) de Robert Altman  États-Unis
- 1990 : Ju Dou
- 1995 : Maborosi (幻の光, Maboroshi no Hikari) de Hirokazu Koreeda  Japon
- 1996 : Ridicule de Patrice Leconte  France
- 1997 : L'Invitée de l'hiver (The Winter Guest) de Alan Rickman  Royaume-Uni
- 1998 : The Hole (Dong) de Tsai Ming-liang  Taïwan
- 1999 : La Maladie de Sachs de Michel Deville  France
- 2000 : Amours chiennes (Amores perros) de Alejandro González Iñárritu  Mexique
- 2001 : À ma sœur ! de Catherine Breillat  France
- 2002 : Madame Satã de Karim Aïnouz  Brésil
- 2003 : Sang et Or (طلای سرخ, Talāye sorkh) de Jafar Panahi  Iran
- 2004 : Kontroll de Nimród Antal  Hongrie
- 2005 : Mój Nikifor de Krzysztof Krauze  Pologne
- 2006 : La Fête du feu (چهارشنبه سوری, Chaharshanbe Suri) de Asghar Farhadi  Iran
- 2007 : Lumière silencieuse (Stellet Lijcht) de Carlos Reygadas  Mexique
- 2008 : Hunger de Steve McQueen  Irlande
- 2009 : Mississippi Damned de Tina Mabry  États-Unis
- 2010 : Comment j'ai passé cet été (Как я провёл этим летом, Kak ya provyol etim letom) de Alekseï Popogrebski  Russie
- 2011 : Le Havre de Aki Kaurismäki  Finlande
- 2012 : Holy Motors de Leos Carax  France
- 2013 : My Sweet Pepper Land de Hiner Saleem  Irak
- 2014 : Le Président de Mohsen Makhmalbaf  Géorgie
- 2015 : Une enfance de Philippe Claudel  France
- 2016 : Sieranevada de Cristi Puiu  Roumanie
- 2017 : Notre enfant (Una especie de familia) de Diego Lerman  Argentine
- 2018 : Heureux comme Lazzaro (Lazzaro felice) de Alice Rohrwacher  Italie
- 2019 : Portrait de la jeune fille en feu de Céline Sciamma  France